# Sergej Nikonenko
Sergej Petrovič Nikonenko (Mosca, 16 aprile 1941) è un attore e regista sovietico.

## Filmografia parziale

### Regista
- Pticy nad gorodom (1974)
- Tryn-trava (1976)
- Celujutsja zori (1978)
- Cyganskoe sčast'e (1981)
- Ёlki-palki! (1988)
- A poutru oni prosnulis' (2003)